# 挂甲寺街道
挂甲寺街道，是中华人民共和国天津市河西区下辖的一个乡镇级行政单位。

## 行政区划
挂甲寺街道下辖以下地区：
鹤望里社区、景兴西里社区、龙都花园社区、重华里社区、美化里社区、南北大街社区、前程里社区、古海里社区、美好里社区、云广新里社区、滦水里社区、新城小区社区和海景雅苑社区。